# Caspar Joachim von Wachholtz
Casper Joachim von Wachholtz (* 1673; † 1736) war ein preußischer Oberst, Chef des Garnisonsregiments Nr. 4 und Mitglied des Kriegsgerichts über den damaligen Kronprinzen und späteren König Friedrich II.

## Leben
Er war der Sohn von Jakob Joachim von Wachholtz (* 1635; † 30. August 1708) und dessen zweiter Ehefrau Diana Catharina, geborene von Ploetz. Sie war die Tochter des Landrates Joachim Christoph von Ploetz aus dem Haus Stuchow und der Margarete von Petersdorf auf Jacobsdorf.
Im Jahr 1699 war beim fürstlich desauischen Infanterieregiment in Halle (Saale) stationiert. Er wurde am 2. April 1707 Hauptmann und am 6. Oktober 1718 Major. Im Jahr 1734 wurde ein anhaltinisches Bataillon gebildet, um damit am Rheinfeldzug 1734 teilzunehmen. Kommandeur war damals Moritz Christian von Schwandes. Am 3. Oktober 1736 erhielt Wachholtz dieses Bataillon. Der Fürst überließ das Bataillon dem preußischen König, der es als Garnisonbataillon nach Glatz versetzte.

## Kriegsgericht
Wachholtz saß im Kriegsgericht über Friedrich und Katte. Darin stimmte er in erster Abstimmung für einen Freispruch. Nachdem der König das Urteil kassiert hatte, aber für den Tod. Nur Dönhoff und Linger stimmten dagegen.